# クローンルワン郡
座標: 北緯14度3分54秒 東経100度38分46秒 / 北緯14.06500度 東経100.64611度
クローンルワン郡（クローンルワンぐん）はタイ中部パトゥムターニー県にある郡（アムプー）である。

## 歴史
もともとこの地域はムアンタンヤブリーの領内バーンワイ地区の一部であり、アユタヤ王朝時代には深い低地林に覆われていた。1767年アユタヤ王朝がビルマの手により滅びると、アユタヤの移民たちはこの地に移り住んだ。集落が発展して、大きくなってくると、人々は耕作地をトゥンルワン（現在のタンヤブリー郡）まで拡大した。そこでラーマ5世はトゥンルワンとバーンワイ地区の人々のためにランシット運河の開削を命じた。1904年運河が完成すると、政府は運河を開削したラーマ5世の慈悲を記念し、この地区の名をクローンルワンと改名し、郡に昇格した。

## 地理
隣接する郡は北から時計回りに、アユタヤ県バーンパイン郡、ワンノーイ郡、パトゥムターニー県ノーンスア郡、タンヤブリー郡、ムアンパトゥムターニー郡、サームコーク郡。郡はランシット運河の第1運河から第7運河沿いに形成されている。

## 行政区分
郡内には7のタムボンがあり、さらにその下位に106の村（ムーバーン）がある。本郡のタムボンは単純に「第1運河」から「第7運河」までの運河の名前が付いている。自治体（テーサバーン）が置かれており、以下のようになっている。
- テーサバーンタムボン・タークローン・・・タムボン・クローンヌン、タムボン・クローンソーンの一部。クローンルワン通り（県道3214号線）の北部
- テーサバーンムアン・クローンルワン・・・タムボン・クローンヌン、タムボン・クローンソーンの一部。クローンルワン通り（県道3214号線）の南部

1. タムボン・クローンヌン・・・ตำบลคลองหนึ่ง
2. タムボン・クローンソーン・・・ตำบลคลองสอง
3. タムボン・クローンサーム・・・ตำบลคลองสาม
4. タムボン・クローンシー・・・ตำบลคลองสี่
5. タムボン・クローンハー・・・ตำบลคลองห้า
6. タムボン・クローンホック・・・ตำบลบคลองหก
7. タムボン・クローンチェット・・・ตำบลคลองเจ็ด

## 産業
ナワナコーン工業団地が立地する。

## 交通
郡内の主要道路はパホンヨーティン通り（国道1号線）が貫通しており、タイ北部と東北部へ向っている。その他の道路は、外環線東（高速道路9号線）、ラムルークカー=ワンノーイ通り（国道352号線）、クローンルワン通り（県道3214号線）。

## 教育
- アジア工科大学院
- タンマサート大学（ランシットセンター）
- バンコク大学 （ランシットキャンパス）
- ラーチャモンコン工科大学タンヤブリー校
- ワライヤアロンコーン・ラーチャパット大学

## 諸施設
郡にはタイの研究施設・文化施設等が集まるタイランド・サイエンスパークやテクノターニーなどが立地している。
- タイ国立科学技術開発庁
- タイ科学技術研究所 （本部）
  - テクノターニー研究所
- タイ国家計量標準機関
- タイ国立科学博物館
- タイランド・サイエンスパーク
  - タイ国立遺伝子生命工学研究センター（BIOTEC）
  - タイ国立金属材料技術研究センター（MTEC）
  - タイ国立ナノテクノロジー研究センター（NANOTEC）
  - タイ国立電子コンピューター技術研究センター（NECTEC）
- タイ国立地質学博物館（พิพิธภัณฑสถานแห่งชาติธรณีวิทยาเฉลิมพระเกียรติ）
- ラーマ9世即位50年記念国立公文書館（ラーマ9世資料館）（หอจดหมายเหตุเฉลิมพระเกียรติพระบาทสมเด็จพระเจ้าอยู่หัวภูมิพลอดุลยเดช）
- 至高芸術家ホール（หออัครศิลปิน）
- 王立タイ造幣局（สำนักกษาปณ์）

## 寺院
- ワット・プラタンマカーイ （วัดพระธรรมกาย）
- ワット・バーンカン （วัดบางขันธ์）
- ワット・パンヤーナンターラーム（วัดปัญญานันทาราม）